# Stenomalina illudens
Stenomalina illudens is een vliesvleugelig insect uit de familie Pteromalidae. De wetenschappelijke naam is voor het eerst geldig gepubliceerd in 1836 door Walker.